# Generální guvernéři Baham
Toto je seznam generálních guvernérů Baham od roku 1973:
| Pořadí | Od           | Do           | Jméno                    | Poznámky                     |
| ------ | ------------ | ------------ | ------------------------ | ---------------------------- |
| 1.     | 1. 8. 1973   | 22. 1. 1979  | Milo Boughton Butler     | zemřel v úřadě               |
| 2.     | 2. 9. 1976   | 25. 6. 1988  | Gerald Christopher Cash  |                              |
| 3.     | 26. 6. 1988  | 1. 1. 1992   | Henry Milton Taylor      |                              |
| 4.     | 2. 1. 1992   | 2. 1. 1995   | Clifford Darling         |                              |
| 5.     | 3. 1. 1995   | 13. 11. 2001 | Orville Alton Turnquest  |                              |
| 6.     | 13. 11. 2001 | 30. 11. 2005 | Ivy Leona Dumontová      | zastupující do 1. ledna 2012 |
| *      | 1. 12. 2005  | 1. 2. 2006   | Paul Lawrence Adderley   | zastupující                  |
| 7.     | 1. 2. 2006   | 14. 4. 2010  | Arthur Dion Hanna        |                              |
| 8.     | 14. 4. 2010  | 8. 7. 2014   | Arthur Foulkes           |                              |
| 9.     | 8. 7. 2014   | 28. 6. 2019  | Marguerite Pindling      |                              |
| 10.    | 28. 6. 2019  | 31. 8. 2023  | Cornelius Alvin Smith    |                              |
| 11.    | 1. 9. 2023   | zavolená     | Cynthia Alexandria Pratt |                              |